# Jutta Burggraf

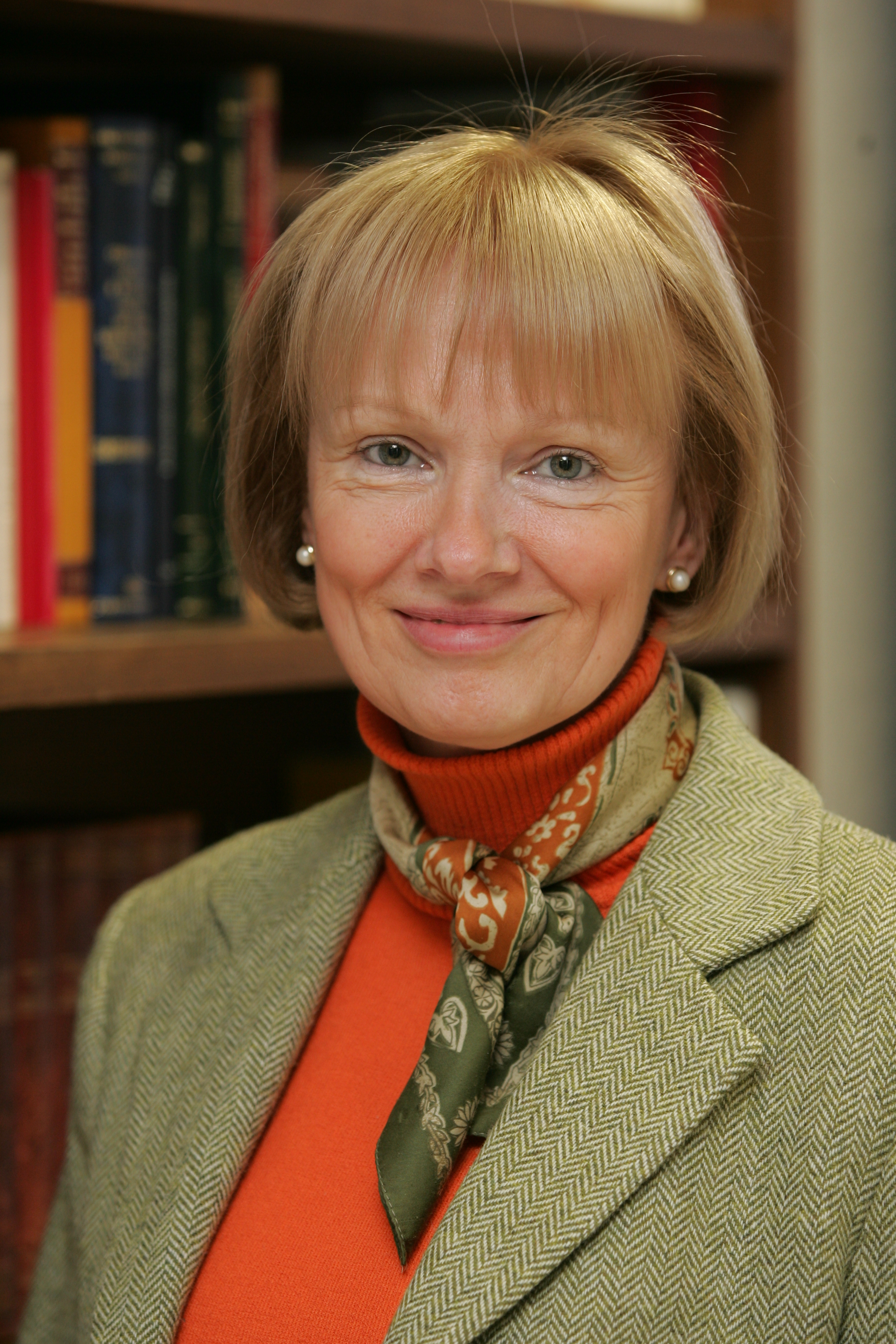
Jutta Burggraf

Jutta Burggraf (ur. w 1952 w Hildesheimie, Niemcy, zm. 5 listopada 2010 w Pampelunie) – niemiecka teolog katolicka.

## Życiorys
W 1979 ukończyła psychopedagogię na Uniwersytecie w Kolonii, a w 1984 uzyskała doktorat z teologii katolickiej na Uniwersytecie Nawarry. W 1996 wróciła do Pampeluny, pracując na stanowisku profesora teologii.
Od 1 do 30 października 1987 uczestniczyła jako ekspert na zaproszenie Jana Pawła II w VII Zwyczajnym Zgromadzeniu Synodu Biskupów, jaki odbywał się w Rzymie w ramach przygotowań adhortacji Christifideles laici.
Współpracowała z niemieckim pismem Mariologisches. Była członkinią Międzynarodowej Papieskiej Akademii Maryjnej.
Opublikowała 20 książek, była współautorką 70 prac naukowych. Była m.in. współautorką i współredaktorką „Słownika teologii” (wraz z profesorami Cesarem Izquierdo i Felixem M. Aroceną).
Główne nurty zainteresowań: eklezjologia, ekumenizm, teologia stworzenia, teologia kobiety, feminizm.

## Życie prywatne
Należała do Opus Dei jako numeraria.

## Dorobek
- Elemente eines modernen heilpädagogischen Konzepts in den Werken Hildegards von Bingen und Juan Luis Vives' als Repräsentanten des Mittelalters und der Renaissance, (Diss. Köln 1979)
- Starke Frauen, Mm Verlag Aachen 1994, ISBN 978-3-928272-38-4
- Ja zu dir – ja zu mir: eine Neuentdeckung der christlichen Ehe und Familie vor dem Hintergrund der Frauenfrage, Bonifatius Druckerei Paderborn 1998, ISBN 978-3-89710-028-2
- Abba, Vater: als Kinder Gottes leben nach der Lehre des seligen Josemaría Escrivá de Balaguer, Adamas 1999, ISBN 978-3-925746-76-5
- In der Schule des Schmerzes, Ediciones Promesa 2001, ISBN 978-9977-947-98-3
- Teresa z Ávili. Humanität und Glaubensleben, Schöningh 2001, ISBN 978-3-506-71819-8
- Hacia un nuevo feminismo para el siglo XXI, Promesa 2001
- Teología fundamental. Manual de iniciación, Ediciones Rialp 2001, ISBN 978-84-321-3383-1
- Cartas a David, acerca de la homosexualidad, Ediciones Palabra 2003, ISBN 978-84-8239-482-4
- Autor rozdziału Antropologiczne podstawy medycyny: antropologia chrześcijańska w Etyka w medycynie. Ujęcie interdyscyplinarne – red. Miguel Angel Monge, wyd. Medipage, Warszawa 2012, ISBN 978-83-61104-65-0[3].